# カザン県
カザン県（ロシア語:Казанская губерния；タタール語:Казан губернасы；チュヴァシ語:Хусан кěперниě）は1708年から1920年にかけて設置されたロシア帝国の県（グベールニヤ）の1つ。首都はカザン。現在のロシア連邦のタタールスタン共和国の領域に相当する。

## 歴史
ピョートル1世の治世の1708年に、モスクワ県等の他7県と同時に設置された。当初は、カザン庁（приказ Казанского дворца）が管轄していた旧カザン・ハン国、シビル・ハン国、アストラハン・ハン国および、ノガイ・オルダの領域を管轄するものとして設置された。
1717年にはアストラハン県、1719年にはニジニ・ノヴゴロド県、1744年にはオレンブルク県、1781年にはヴャトカ県、シンビルスク県、ウファ県がカザン県から分離した。
エカチェリーナ2世の治世の1781年には、カザン総督府（ナメスニチェストヴォ）が設置され、カザン県は、ペンザ県、サラトフ県と共に総督府の管轄下とされた。
1775年には県の下部機関として郡（ウイェースト）が設置され、1796年までにカザン郡以下12郡が設置された。
1913年の統計では、カザン県の面積は55.9平方ベルスタ（約64,000平方キロメートル）、総人口は285万人（ロシア人38.9%、タタール人31.2%、チュヴァシ人22.8%、マリ人5.1%、モルドヴィン人1.2%）である。
カザン県は、ソビエト政権による制度改定により1920年に廃止され、タタール自治ソビエト社会主義共和国、チュヴァシ自治ソビエト社会主義共和国、マリ自治ソビエト社会主義共和国に分割された。